# Fortul
Fortul là một khu tự quản thuộc tỉnh Arauca, Colombia. Thủ phủ của khu tự quản Fortul đóng tại Fortul Khu tự quản Fortul có diện tích 1042 ki lô mét vuông. Đến thời điểm ngày 28 tháng 5 năm 2005, khu tự quản Fortul có dân số 12095 người.